# Begonia pinglinensis
Begonia pinglinensis là một loài thực vật có hoa trong họ Thu hải đường. Loài này được C.I Peng mô tả khoa học đầu tiên năm 2005.